# Luciano Fernandes
Pour les articles homonymes, voir Luciano et Fernandes.
Luciano Jorge Fernandes, plus communément appelé Luciano Fernandes ou simplement Luciano est un footballeur portugais né le 6 août 1940 à Olhão et mort le 5 décembre 1966 à Lisbonne. Il évoluait au poste de défenseur central.

## Biographie
Né en Algarve, il est formé dans le club de football de sa ville de naissance le SC Olhanense,. Il découvre la première division portugaise en 1961. Il marque alors le seul but de sa carrière contre le SC Salgueiros en janvier 1962.
Transféré au Benfica Lisbonne en 1963, il s'impose rapidement comme un titulaire indiscutable au sein de la défense du club de Lisbonne. Il est même surnommé Germano II en référence à son coéquipier Germano très apprécié pour son assurance lors des tâches défensives
Dès sa première saison, il remporte la Coupe du Portugal et le championnat du Portugal,. Il dispute alors trois matchs en Coupe des clubs champions mais le parcours des Aigles s'arrête en huitièmes de finale contre le Borussia Dortmund,.
Lors de sa deuxième saison, il est à nouveau champion du Portugal mais joue seulement huit matchs. Miné par les blessures, il est opéré notamment au genou puis à la cheville, ce qui l'empêche de jouer, il passe la saison 1965-1966 sans jouer aucun match avec Benfica.
En 1966, il dispute les cinq premières journées du championnat mais ne joue plus ensuite,. 
Le matin du lundi 5 décembre 1966, après une victoire de Benfica en championnat la veille contre Sanjoanense, les joueurs de l'effectif lisboète souhaitant se relaxer utilisent un nouveau jacuzzi, produit par Whirlpool, il n'était pas encore testé par des particuliers, mais Benfica qui était l'un de ses clients de prestige pouvait l'utiliser en avant-première.
Sept joueurs de l'équipe sont dans le bain : Luciano, Eusébio, Jaime Graça, Joaquim Santana, Domiciano Cavém, Malta da Silva et José Carmo Pais. Après 30 minutes dans le bain, le dispositif électrique a court-circuité. Jaime Graça qui était électricien de formation, même pris de convulsions, parvient à couper le courant d'alimentation en sortant du jacuzzi. Des joueurs sont sujets à de graves brûlures (Eusébio, Santana). D'autres se sont évanouis en s'effondrant au sol (Cavém, Carmo Pais, Malta da Silva) même s'ils ont pu se réveiller à l'hôpital. Luciano est mort électrocuté sur le coup, il était le seul joueur en immersion totale dans l'eau,,.
Les joueurs de Benfica, profondément marqués par cet incident décident de jouer avec un brassard noir le reste de la saison 1966-1967. Le club remporte le titre de champion du Portugal en sa mémoire.
Il a disputé au total 77 matchs pour un but marqué en première division portugaise,.

## Palmarès
Avec le Benfica Lisbonne :
- Champion du Portugal en 1964, 1965 et 1967 (à titre posthume)
- Vainqueur de la Coupe du Portugal en 1964